# Big Girls Don't Cry (bài hát của Fergie)
"Big Girls Don't Cry" (hay còn được biết đến như "Big Girls Don't Cry (Personal)") là một bài hát của nghệ sĩ thu âm người Mỹ Fergie nằm trong album phòng thu đầu tay của cô, The Dutchess (2006). Nó được phát hành như là đĩa đơn thứ tư trích từ album vào ngày 22 tháng 5 năm 2007 bởi A&M Records, will.i.am Music Group và Interscope Records. Bài hát được đồng viết lời bởi Fergie và Toby Gad, trong khi phần sản xuất được đảm nhận bởi will.i.am và Ron Fair. "Big Girls Don't Cry" đánh dấu sự khác biệt so với những âm thanh hip hop và urban từ những đĩa đơn trước của Fergie, và tạo nên những âm thanh pop ballad đơn giản và mộc mạc kết hợp với những yếu tố của acoustic, với nội dung lời bài hát đề cập đến việc một người phụ nữ vượt qua những nỗi đau sau khi ly dị. Ngoài ra, "Big Girls Don't Cry" còn có sự tham gia từ gần ba mươi nhạc công chơi nhiều loại cụ khác nhau như vĩ cầm, viola và cello. Một phiên bản phối lại chính thức của nó cũng được phát hành, với sự tham gia góp giọng từ ca sĩ người Mỹ Sean Kingston.
Sau khi phát hành, "Big Girls Don't Cry" nhận được những phản ứng tích cực từ các nhà phê bình âm nhạc, trong đó họ đánh giá cao sự trưởng thành, mộc mạc và thông điệp tích cực của nó cũng như chất giọng của Fergie. Bài hát còn gặt hái nhiều giải thưởng và đề cử tại những lễ trao giải lớn, bao gồm một đề cử giải Grammy cho Trình diễn giọng pop nữ xuất sắc nhất tại lễ trao giải thường niên lần thứ 50. "Big Girls Don't Cry" cũng tiếp nhận những thành công vượt trội về mặt thương mại, đứng đầu các bảng xếp hạng ở Úc, Áo, Brazil, Canada, Ireland, New Zealand và Na Uy, và lọt vào top 10 ở hầu hết những quốc gia nó xuất hiện, bao gồm vươn đến top 5 ở Đan Mạch, Hà Lan, Thụy Điển, Thụy Sĩ và Vương quốc Anh. Tại Hoa Kỳ, bài hát đạt vị trí số một trên bảng xếp hạng Billboard Hot 100 trong một tuần, trở thành đĩa đơn quán quân thứ ba của Fergie tại đây, và giúp cô trở thành nghệ sĩ nữ đầu tiên kể từ năm 2000 có ba đĩa đơn quán quân trong một album. Ngoài ra, nó cũng trở thành đĩa đơn bán chạy nhất trong sự nghiệp của cô tại đây với hơn 3.8 triệu bản.
Video ca nhạc cho "Big Girls Don't Cry" được đạo diễn bởi Anthony Mandler, trong đó Fergie hóa thân thành một cô gái có một quan hệ tình cảm phức tạp với người yêu của cô (do Milo Ventimiglia thủ vai) và cuối cùng kết thúc bằng việc nữ ca sĩ đóng gói đồ đạc và lái xe ra đi, xen kẽ với những hình ảnh cô trình diễn bài hát với ban nhạc trong tầng hầm. Nó đã liên tục nhận được nhiều lượt yêu cầu phát sóng trên những kênh truyền hình âm nhạc như MTV và VH1, và cùng với những video cho những đĩa đơn khác từ The Dutchess giúp Fergie chiến thắng tại giải Video âm nhạc của MTV năm 2007 ở hạng mục Nữ nghệ sĩ của năm. Để quảng bá bài hát, nữ ca sĩ đã trình diễn "Big Girls Don't Cry" trên nhiều chương trình truyền hình và lễ trao giải lớn, bao gồm American Idol, Good Morning America, Today, giải thưởng Âm nhạc Mỹ năm 2007 và giải Sự lựa chọn của Giới trẻ năm 2007. Kể từ khi phát hành, nó đã được hát lại và sử dụng làm nhạc mẫu bởi một số nghệ sĩ, trong đó nổi bật nhất là dàn diễn viên của Glee trong tập phim "Prom-asaurus" vào năm 2012.

## Danh sách bài hát
| - Tải kĩ thuật số 1. "Big Girls Don't Cry" (Personal)" - 4:28 - Tải kĩ thuật số (phối lại) 1. "Big Girls Don't Cry" (Personal)" (phối lại, hợp tác với Sean Kingston) - 3:53 - Đĩa CD tại Anh quốc 1. "Big Girls Don't Cry" - 4:28 2. "Pedestal" - 3:22 | - Đĩa CD tại Úc 1. "Big Girls Don't Cry" - 4:28 2. "Pedestal" - 3:22 3. "Finally" (trực tiếp) - 3:50 4. "Big Girls Don't Cry" (video ca nhạc) - 5:08 |

## Thành phần thực hiện
Thành phần thực hiện được trích từ ghi chú của The Dutchess, A&M Records, Will.i.am Music Group, Interscope Records.
Thu âm và phối khí
- Thu âm tại Metropolis Recording Studio ở Luân Đôn, Anh.
- Nhạc cụ thu âm tại Signet Sound
- Phối khí tại Ocean Way Recordings ở Hollywood, California.

Thành phần
- Viết lời – Stacy Ferguson, Toby Gad
- Production – will.i.am, Ron Fair
- Lập trình bass và drum – will.i.am
- Bass – Trey Henry, Mike Valerio
- Trống, đàn bass, đàn phím – Keith Harris
- Sắp xếp nhạc cụ – Ron Fair
- Vĩ cầm – Bruce Dukov, Natalie Leggett, Charlie Bisharat, Sarah Thornblade, Julie Gigante, Josefina Vergara, Sid Page, Roberto Cani, Anatoly Rosinsky, Liane Mautner, Barbra Porter, Darius Campo, Helen Nigthengale, Tiffany, Hu. Becky Bunnell, Shoshana Claman, Lisa Sutton, Armen Annasian
- Viola – Brian Dembo, Matt Funes, Thomas Diener, Andrew Duckles
- Cello – Cecilia Tsan, Larry Corbett, David Low, Suzie Katayma
- Kỹ sư – will.i.am, Neil Tucker, Tal Herzberg
- Pro Tools – Tal Herzberg
- Guitar – George Pajon Jr.
- Phối khí – Jack Joseph Puig, Dean Nelson (hỗ trợ)

## Xếp hạng
| Bảng xếp hạng (2007-08)               | Vị trí cao nhất |
| ------------------------------------- | --------------- |
| Úc (ARIA)                             | 1               |
| Áo (Ö3 Austria Top 40)                | 1               |
| Bỉ (Ultratop 50 Flanders)             | 6               |
| Bỉ (Ultratop 50 Wallonia)             | 27              |
| Brazil (ABPD)                         | 1               |
| Canada (Canadian Hot 100)             | 1               |
| Cộng hòa Séc (Rádio Top 100)          | 1               |
| Đan Mạch (Tracklisten)                | 4               |
| Châu Âu (European Hot 100 Singles)    | 3               |
| Phần Lan (Suomen virallinen lista)    | 10              |
| Pháp (SNEP)                           | 11              |
| Đức (Official German Charts)          | 6               |
| Hungary (Rádiós Top 40)               | 1               |
| Ireland (IRMA)                        | 1               |
| Hà Lan (Dutch Top 40)                 | 3               |
| Hà Lan (Single Top 100)               | 4               |
| New Zealand (Recorded Music NZ)       | 1               |
| Na Uy (VG-lista)                      | 1               |
| Ba Lan (Airplay Chart)                | 1               |
| Romania (Romanian Top 100)            | 1               |
| Scotland (OCC)                        | 3               |
| Slovakia (Rádio Top 100)              | 1               |
| Thụy Điển (Sverigetopplistan)         | 4               |
| Thụy Sĩ (Schweizer Hitparade)         | 3               |
| Anh Quốc (OCC)                        | 2               |
| Anh Quốc R&B (OCC)                    | 1               |
| Hoa Kỳ Billboard Hot 100              | 1               |
| Hoa Kỳ Adult Pop Airplay (Billboard)  | 1               |
| Hoa Kỳ Adult Contemporary (Billboard) | 1               |
| Hoa Kỳ Pop Airplay (Billboard)        | 1               |
| Hoa Kỳ Rhythmic (Billboard)           | 10              |
| Venezuela Pop Rock (Record Report)    | 2               |

| Bảng xếp hạng (2007)                 | Vị trí |
| ------------------------------------ | ------ |
| Australia (ARIA)                     | 1      |
| Australia Urban (ARIA)               | 1      |
| Austria (Ö3 Austria Top 75)          | 12     |
| Belgium (Ultratop 50 Flanders)       | 25     |
| Brazil (APBD)                        | 1      |
| Denmark (Tracklisten)                | 30     |
| Europe (European Hot 100 Singles)    | 19     |
| Germany (Official German Charts)     | 22     |
| Hungary (Rádiós Top 40)              | 27     |
| Ireland (IRMA)                       | 13     |
| Netherlands (Dutch Top 40)           | 7      |
| Netherlands (Single Top 100)         | 19     |
| New Zealand (Recorded Music NZ)      | 2      |
| Romania (Romanian Top 100)           | 4      |
| Sweden (Sverigetopplistan)           | 31     |
| Switzerland (Schweizer Hitparade)    | 20     |
| UK Singles (Official Charts Company) | 21     |
| US Billboard Hot 100                 | 4      |
| US Adult Contemporary (Billboard)    | 12     |
| US Adult Top 40 (Billboard)          | 11     |
| US Pop Songs (Billboard)             | 1      |
| Bảng xếp hạng (2008)                 | Vị trí |
| Australia Urban (ARIA)               | 34     |
| Canada (Canadian Hot 100)            | 49     |
| Hungary (Rádiós Top 40)              | 96     |
| US Billboard Hot 100                 | 78     |
| US Adult Contemporary (Billboard)    | 5      |

| Bảng xếp hạng (2000-09)           | Vị trí |
| --------------------------------- | ------ |
| Australia (ARIA)                  | 44     |
| Netherlands (Dutch Top 40)        | 72     |
| US Billboard Hot 100              | 13     |
| US Adult Contemporary (Billboard) | 25     |
| US Pop Songs (Billboard)          | 8      |

| Bảng xếp hạng                | Vị trí |
| ---------------------------- | ------ |
| US Billboard Hot 100         | 115    |
| US Billboard Hot 100 (Women) | 35     |
| US Pop Songs (Billboard)     | 46     |

## Chứng nhận
| Quốc gia                                                                           | Chứng nhận  | Số đơn vị/doanh số chứng nhận |
| ---------------------------------------------------------------------------------- | ----------- | ----------------------------- |
| Úc (ARIA)                                                                          | 5× Bạch kim | 350.000^                      |
| Brasil (Pro-Música Brasil)                                                         | Bạch kim    | 100,000*                      |
| Đan Mạch (IFPI Đan Mạch)                                                           | Bạch kim    | 7,500^                        |
| Pháp (SNEP)                                                                        | —           | 16,300                        |
| Đức (BVMI)                                                                         | Vàng        | 250.000‡                      |
| Nhật Bản (RIAJ)                                                                    | Vàng        | 100.000^                      |
| New Zealand (RMNZ)                                                                 | Bạch kim    | 0*                            |
| Na Uy (IFPI)                                                                       | Vàng        | 5.000*                        |
| Thụy Điển (GLF)                                                                    | Vàng        | 20,000^                       |
| Anh Quốc (BPI)                                                                     | Vàng        | 400.000^                      |
| Hoa Kỳ (RIAA) Nhạc số                                                              | 4× Bạch kim | 3,833,000                     |
| Hoa Kỳ (RIAA) Nhạc chuông                                                          | Bạch kim    | 1.000.000^                    |
| * Chứng nhận dựa theo doanh số tiêu thụ. ^ Chứng nhận dựa theo doanh số nhập hàng. |             |                               |

## Lịch sử phát hành
| Khu vực        | Ngày                | Định dạng               | Nguồn  |
| -------------- | ------------------- | ----------------------- | ------ |
| Hoa Kỳ         | 22 tháng 5 năm 2007 | Top 40/Mainstream radio | [ 76 ] |
| Toàn cầu       | 6 tháng 7 năm 2007  | EP nhạc số              | [ 77 ] |
| Đức            | 6 tháng 7 năm 2007  | CD                      | [ 78 ] |
| Vương quốc Anh | 9 tháng 7 năm 2007  | CD                      | [ 78 ] |
| Pháp           | 8 tháng 10, 2007    | CD                      | [ 78 ] |